# Kościół Narodzenia Najświętszej Maryi Panny w Tulcach

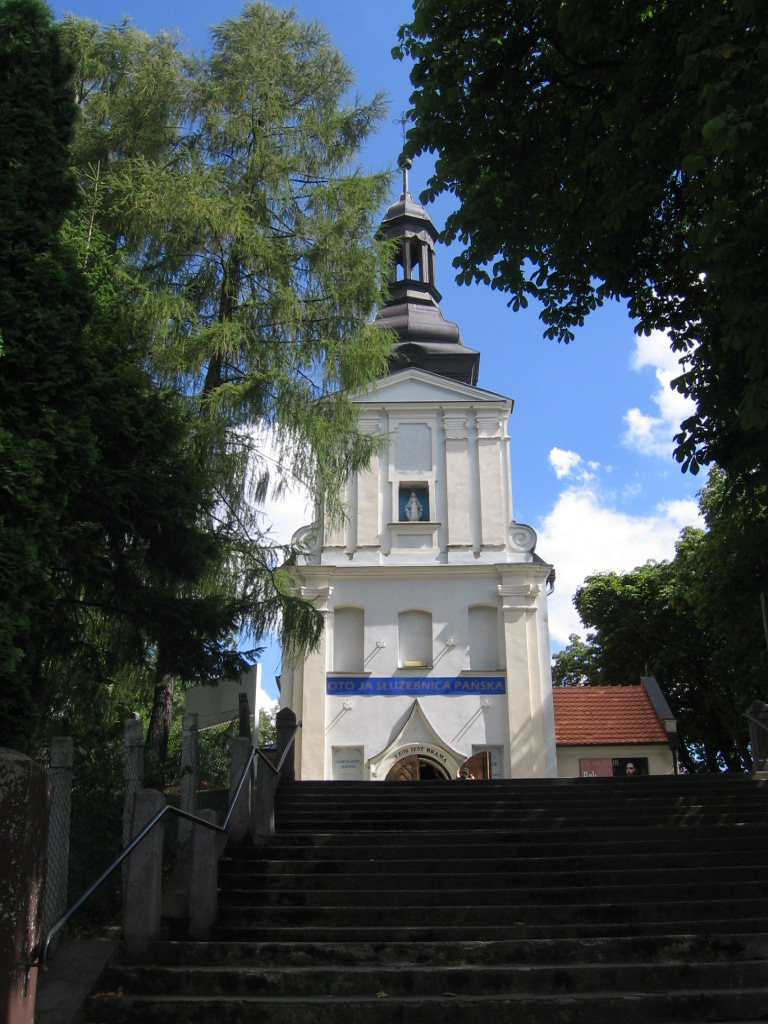
Zachodni szczyt kościoła

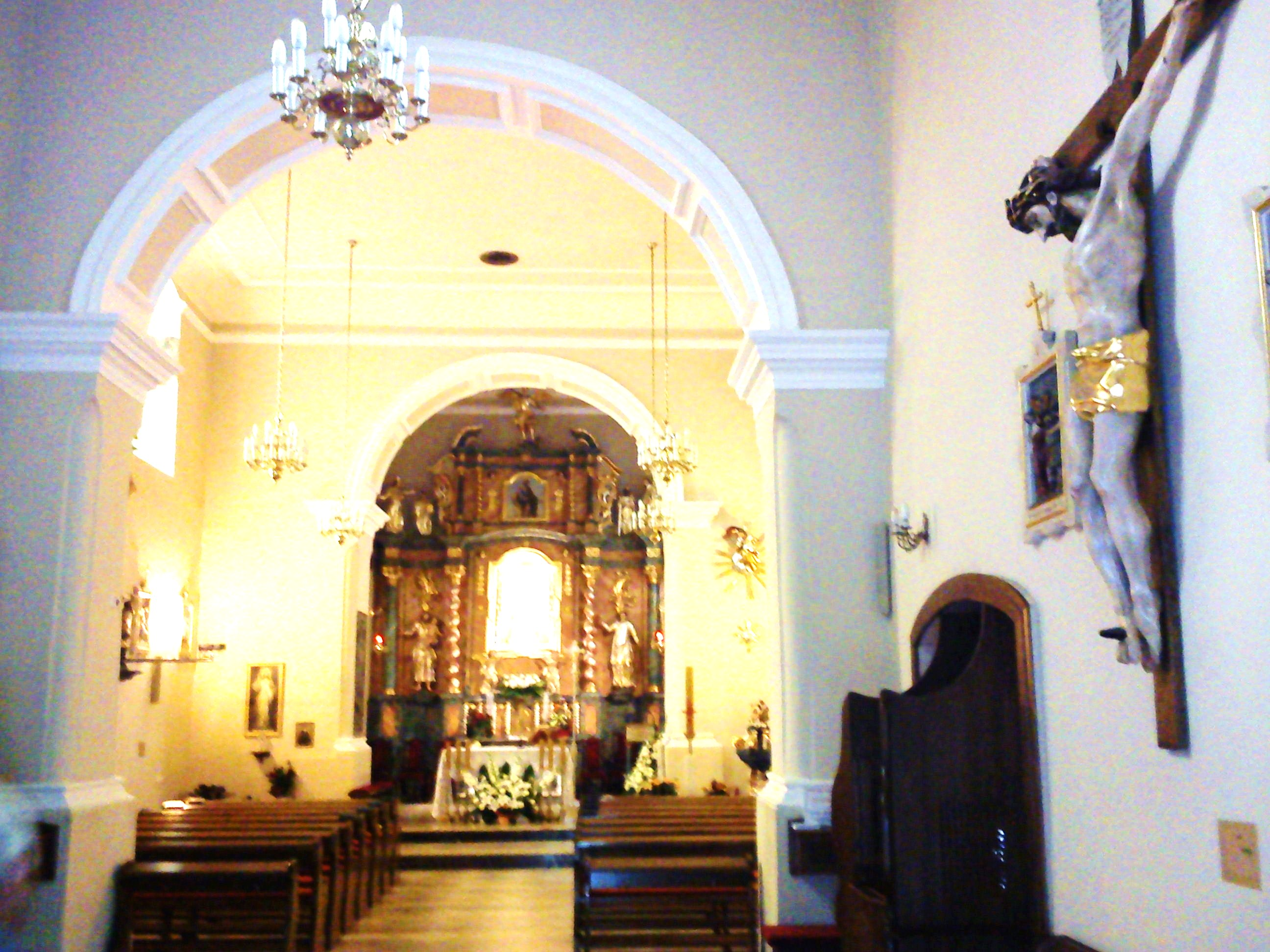
Wnętrze

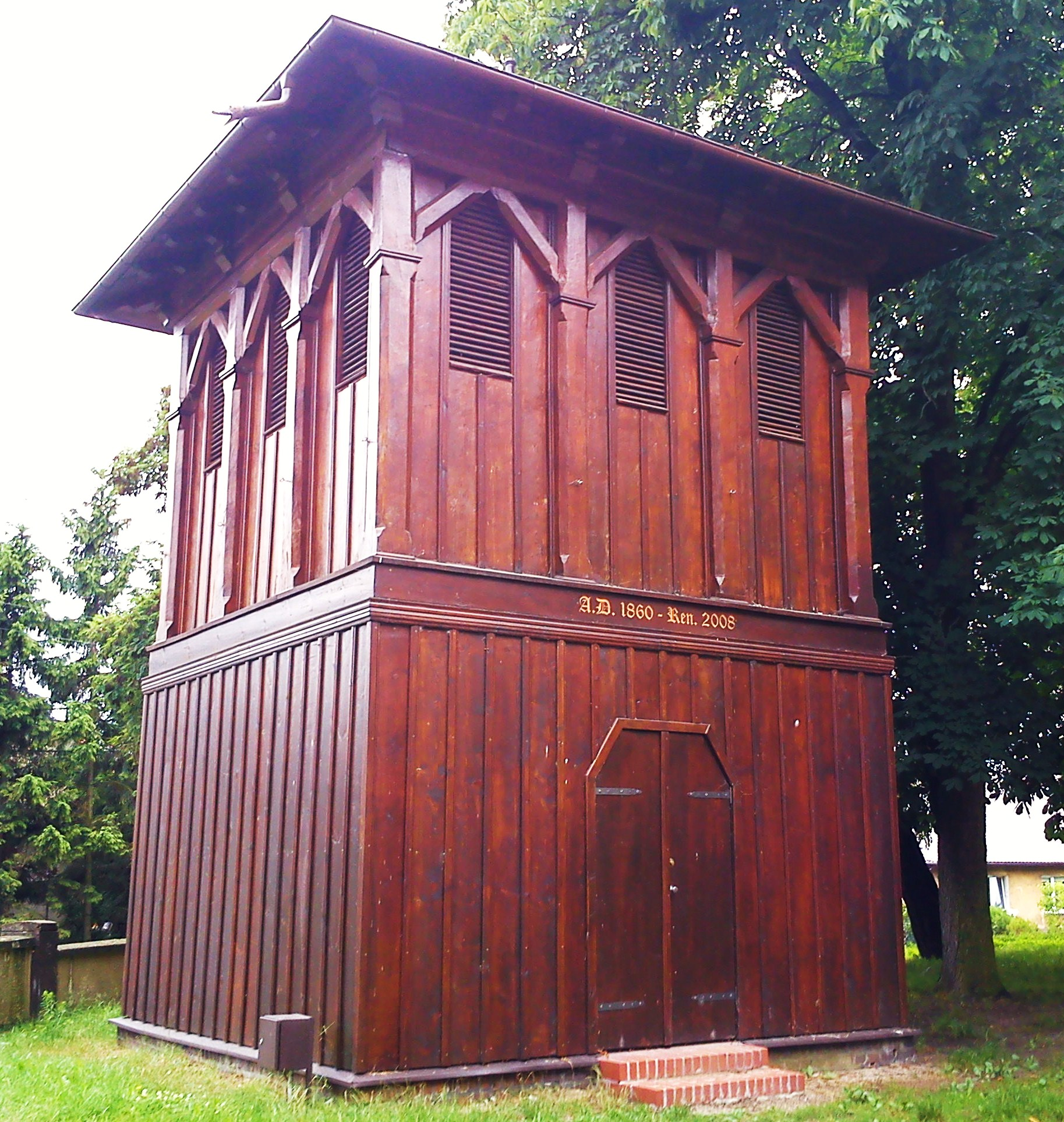
Dzwonnica z 1860

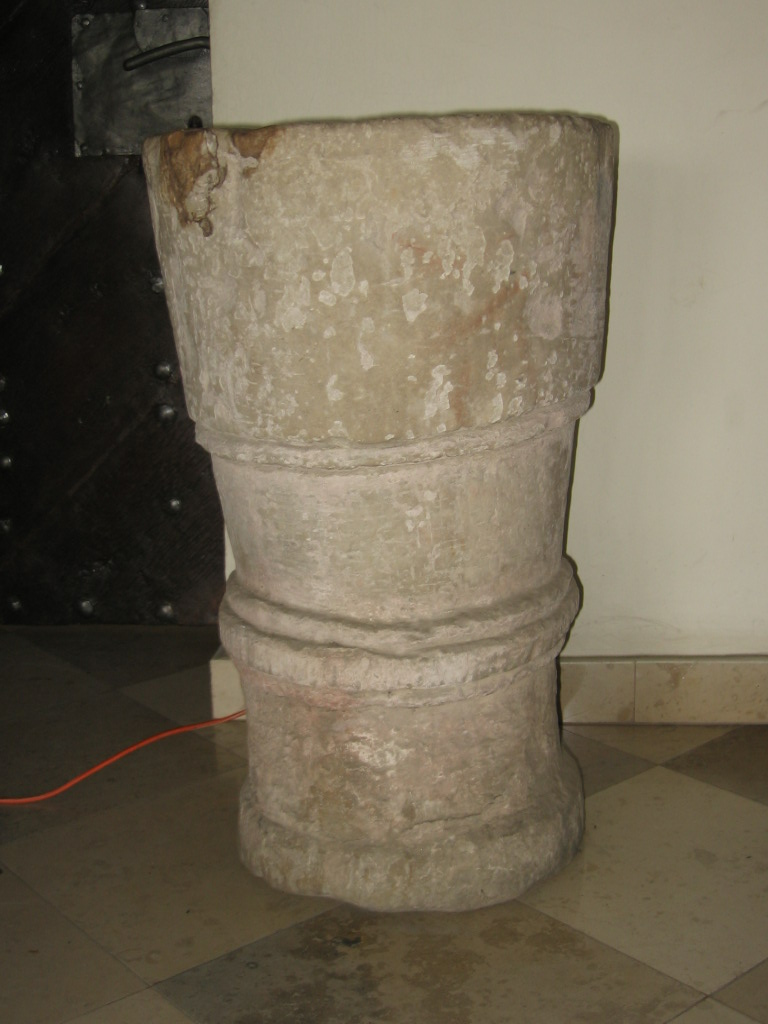
Gotycka kropielnica znajdująca się w kruchcie

Kościół pw. Narodzenia Najświętszej Maryi Panny w Tulcach – rzymskokatolicki kościół parafialny znajdujący się w Tulcach, wzniesiony około połowy XIII wieku z fundacji rodu Łodziów w stylu późnoromańskim, przebudowywany w XV i XVI wieku, rozbudowany w 1784. Kościół ten jest jednym z dziesięciu sanktuariów maryjnych na prawie papieskim, znajdujących się na terenie archidiecezji poznańskiej. Budowla znajduje się na turystycznym Szlaku Romańskim.

## Historia kościoła

### Od XI do XV wieku
Parafia w Tulcach należy do najstarszych w archidiecezji poznańskiej. Obecny kościół z połowy XIII wieku wzniesiony został być może w miejscu drewnianej świątyni z XI wieku (choć nie ma na to żadnych dowodów), również będącej fundacją Łodziów i pozostającej wówczas pod ich patronatem. Jest to jeden z najstarszych ceglanych kościołów w Wielkopolsce. Zdaniem Jana Długosza fundatorem pierwszej świątyni był Piotr Włostowic, a dokonać miał tego ok. 1140; przekaz ten nie znajduje jednak wystarczającego potwierdzenia.
Parafia tulecka została erygowana prawdopodobnie w XII wieku. Tulce w tym okresie były bardziej znaczącym ośrodkiem, niż jest to obecnie. Według przekazu Długosza miały się tu znajdować dwa kościoły parafialne. W 1363 kościół wzmiankowano po raz pierwszy, przy okazji porozumienia do jakiego doszło między właścicielem Tulec Mikołajem Łodzią a biskupem poznańskim Janem V w kwestii cesji dziesięcin na utrzymanie kościoła, a tym samym do podziału dóbr tuleckich pomiędzy Łodziów a Doliwów. W 1412 wzmiankowana jest stojąca koło kościoła kaplica. 

### We władaniu Górków. Okres reformacji
W 1486 Tulce stały się rodową własnością biskupa poznańskiego Uriela Górki, który pod koniec XV wieku dokonał przebudowy świątyni. W 1471 biskup poznański Andrzej Bniński połączył oba probostwa tuleckie, pozostawiając obu plebanów. Kolejna przebudowa kościoła miała miejsce w pierwszych latach XVI wieku, najprawdopodobniej dokonał jej stryj biskupa Uriela, kasztelan i wojewoda poznański, biskup kujawski Łukasz II Górka. Nadano wówczas wnętrzu świątyni formy gotyckie. W 1539 dokonano inkorporacji beneficjum tuleckiego do prepozytury kórnickiej.
W wyniku przejścia Górków na protestantyzm doszło do przejęcia kolegiaty kórnickiej przez protestantów, zaś kościół w Tulcach został zamknięty. Parafia tulecka ponownie została wyodrębniona z kórnickiej prawdopodobnie ok. 1580. Sytuacja zmieniła się po wygaśnięciu rodu i przejęciu dóbr tuleckich i kórnickich oraz prawa patronatu nad parafią przez katolicki ród Czarnkowskich, którzy w 1593 przywrócili w Tulcach proboszcza.

### Od XVII wieku do dziś
Po okresie zaniedbań infrastruktury kościelnej, w II połowie XVII wieku wnętrze kościoła zostało wyremontowane. Miejscowość w tym samym czasie stała się własnością Grudzińskich. Jak wynika z dokumentów, w XVII wieku istniała w Tulcach Szkoła parafialna (o której brak wzmianek w XVIII wieku) oraz szpital, zniszczony w pożarze przed 1727. Szpital ten został następnie odbudowany. W 1784 znacznie przedłużono nawę główną w kierunku zachodnim.
Na początku XX wieku dobudowano do kościoła zakrystię oraz kruchtę po południowej stronie. W 1926 powstał mur otaczający cmentarz kościelny oraz schody prowadzące do świątyni. Podczas II wojny światowej kościół w Tulcach był jedynym czynnym kościołem na obszarze powiatu średzkiego w jego ówczesnych granicach. Kościół przeszedł remont w 1948, w 1959 wymieniono poszycie dachowe kościoła i plebanii.

## Opis budowli
Kościół w Tulcach położony jest na wzgórzu pośrodku najstarszej części wsi, do głównego wejścia prowadzą wiodące stokiem wzniesienia schody. Budowla poza częściami dobudowanymi w XVIII wieku utrzymana jest w stylu późnoromańskim. Jednonawowy, murowany budynek wzniesiony został w swej części romańskiej z cegły na planie zbliżonym do kwadratu w układzie wendyjskim. Prezbiterium kościoła jest niższe i węższe niż część nawowa. Budowla jest orientowana. Najmłodsza, zachodnia partia nawy zwieńczona jest barokowym szczytem częściowo nachodzącym na przykrytą hełmem wieżę. Zewnętrzna część murów nawy i prezbiterium zachowała cechy romańskie, jedynie okna przekuto na nowo w formach późniejszych.
W sąsiedztwie kościoła znajduje się zabytkowa, drewniana dzwonnica. Na terenie cmentarza przykościelnego umieszczono w XIX wieku piaskowcową XVI-wieczną kapliczkę w formie obelisku, uprzednio stojącą na granicy województw poznańskiego i kaliskiego pomiędzy Bylinem a Kleszczewem, fundacji Elżbiety i Jana Winklerów, będącą dziełem prawdopodobnie Henryka Horsta. Zwieńczona jest ona głowicą w stylu toskańskim, a ozdobiono ją scenami Męki Pańskiej.

## Wyposażenie

### Ołtarze
Współcześnie kościół w Tulcach ma trzy barokowe ołtarze z XVII wieku: ołtarz główny, w którym umieszczono otaczaną kultem figurę Matki Bożej z Dzieciątkiem (Matki Bożej Tuleckiej) oraz dwa ołtarze boczne: prawy pod wezwaniem Matki Bożej Pocieszenia i lewy św. Izydora, patrona rolników. Pierwotnie w kościele znajdował się ponadto ołtarz i kaplica św. Anny oraz ołtarz Matki Bożej Wniebowziętej, który to tytuł w XVIII wieku, prawdopodobnie w związku z częstymi epidemiami, zmieniono ku czci św. Rocha (zastąpiono wówczas obraz Wniebowzięcia wizerunkiem nowego patrona). Oba te ołtarze zostały usunięte w XIX wieku.

### Figura Matki Bożej z Dzieciątkiem
Wewnątrz kościoła, w ołtarzu głównym znajduje się czczona przez wiernych jako cudowna figura Matki Boskiej z Dzieciątkiem zwana Matką Bożą Tulecką.
Gotycka XV-wieczna rzeźba autorstwa anonimowego artysty została koronowana koronami papieskimi 2 września 1979. Najprawdopodobniej posąg został ufundowany przez Uriela Górkę podczas przebudowy kościoła ok. 1500 r. Rzeźba wysokości 1,2 m przedstawia Maryję trzymającą w lewej ręce dzieciątko, natomiast w prawej, wysuniętej do przodu berło. Cała postać oparta jest na schemacie litery „S”, charakterystycznym dla rzeźb gotyckich z tego okresu, z lekko pochyloną głową, wywołuje wrażenie ruchu. Podstawą rzeźby jest forma fali, na której znajduje się półksiężyc i trzy małe ludzkie postacie otaczające Matkę Boską – środkowa obrócona tyłem. Szata udrapowana jest w głębokie, spływające ku dołowi fałdy.
W okresie reformacji część złożonych do tej pory wotów zostało wywiezionych do Kórnika, skąd powróciły w 1737. Szczególny kult rzeźby datuje się od II połowy XVII wieku. Od tej pory złożono tu liczne nowe wota, a do ozdobienia wizerunku ufundowano złocone korony i ozdobne sukienki, skradzione potem w 1939. Obecne insygnia zostały umieszczone 3 maja 1939.
Rzeźba była czterokrotnie koronowana: w 1662 przez biskupa poznańskiego Wojciecha Tolibowskiego, w 1686 srebrnymi złoconymi koronami ufundowanymi przez owczarza Matiasza ze Skórzewa jako wotum za uzdrowienie żony, nie wiadomo, czy przekazanie wotum wiązało się z uroczystą ceremonią; kolejna koronacja odbyła się 3 maja 1939, kiedy ufundowano nowe insygnia w miejsce skradzionych w nocy z 5 na 6 września 1938. Ostatnia koronacja miała miejsce 2 września 1979, dokonał jej koronami papieskimi arcybiskup metropolita poznański Jerzy Stroba.

### Obraz Matki Bożej Pocieszenia
Podobnie jak figura uznawany przez wiernych za cudowny obraz Matki Bożej Pocieszenia namalowany na płótnie, poświadczono po raz pierwszy w 1696 roku. W XVII wieku wizerunek ozdobiony był drewnianą rzeźbioną sukienką, którą w 1905 zastąpiono wykonaną ze srebrnej blachy. W tym samym roku obraz został koronowany. Malowidło znajduje się w ołtarzu bocznym Matki Bożej Pocieszenia. Obecnie dekoracja obrazu jest eksponowana w gablocie koło ambony.

### Pozostałe elementy wyposażenia
- Drewniana XVIII-wieczna figura Chrystusa (Vir dolorum)[9].
- Pochodząca z przełomu XVII i XVIII wieku barokowa chrzcielnica, znajdująca się w prezbiterium[12].
- Nagrobek Leona Modrzewskiego (zm. 15 marca 1594) z szarego marmuru przedstawiający zmarłego w zbroi i z rynsztunkiem, umieszczony w filarze łuku tęczowego[13].
- Piaskowcowa gotycka kropielnica w kształcie kielicha z przełomu XV i XVI wieku umiejscowiona w kruchcie, wysokości 88 cm i średnicy 52 cm[12].
- Barokowy polichromowany krucyfiks z XVII–XVIII wieku wysokości 2,8 metra (rzeźba Chrystusa 2,1 metra) znajdujący się pierwotnie w prezbiterium, obecnie zawieszony w nawie[14].
- Chorągiew z adamaszku koloru czerwonego, z XVII wieku z wizerunkiem Matki Bożej Niepokalanej i św. Anny.
- Feretron z wizerunkiem Matki Bożej Różańcowej i św. Józefa, kościół miał dawniej również feretron z blachy i srebra z nieokreślonym wizerunkiem Matki Bożej[15].
- Kościół ma dwa dzwony, jeden z 1536[9] o obwodzie 85 cm dedykowany Maryi, drugi z 1669 o obwodzie 70 cm[16].
- późnogotycki XVI-wieczny zamek w drzwiach kruchty, wykuty z żelaza[17].